# John H. Collins
Pour les articles homonymes, voir John Collins et Collins.
John H. Collins, né le 31 décembre 1889 à New York et mort le 23 octobre 1918 dans la même ville, est un acteur, scénariste et réalisateur américain.

## Biographie
En quatre ans de carrière, il réalise plus de 40 longs métrages et courts métrages, et écrit le scénario de plus d’une douzaine de longs métrages.
Son film de 1917, La fille sans âme (The Girl Without a Soul), est inscrit en 2018 au Répertoire national du film (National Film Registry) de la Bibliothèque du Congrès. 
Marié à l'actrice Viola Dana, il meurt prématurément de la grippe espagnole. 

## Filmographie

### Réalisateur
- 1914 : Making a Convert
- 1914 : Jim's Vindication
- 1914 : The Man in the Dark
- 1914 : The Everlasting Triangle
- 1914 : What Could She Do
- 1914 : The Last of the Hargroves
- 1915 : Oh! Where Is My Wandering Boy Tonight
- 1915 : The Stone Heart
- 1915 : A Tragedy of the Rails
- 1915 : The Portrait in the Attic
- 1915 : The Mission of Mr. Foo
- 1915 : On the Stroke of Twelve
- 1915 : The Phantom Thief
- 1915 : Greater Than Art
- 1915 : The Man Who Could Not Sleep
- 1915 : Cohen's Luck
- 1915 : On Dangerous Paths
- 1915 : The Slavey Student
- 1915 : The Ploughshare
- 1915 : Gladiola
- 1915 : Children of Eve
- 1916 : The Innocence of Ruth
- 1916 : The Flower of No Man's Land (en)
- 1916 : The Light of Happiness (en)
- 1916 : The Gates of Eden (en)
- 1916 : The Cossack Whip
- 1917 : A Wife by Proxy
- 1917 : Rosie O'Grady
- 1917 : The Mortal Sin
- 1917 : God's Law and Man's (en)
- 1917 : Lady Barnacle (en)
- 1917 : Aladdin's Other Lamp (en)
- 1917 : The Girl Without a Soul (en)
- 1917 : Blue Jeans
- 1918 : The Winding Trail
- 1918 : Rêve brisé (A Weaver of Dreams)
- 1918 : Riders of the Night (en)
- 1918 : Opportunity
- 1918 : Flower of the Dusk (en)
- 1919 : La Chasse aux maris (The Gold Cure)
- 1919 : Satan Junior (en)

### Scénariste
- 1913 : Bobbie's Long Trousers de Charles M. Seay
- 1913 : The Phantom Signal de George Lessey
- 1914 : 'Twas the Night Before Christmas d'Ashley Miller
- 1915 : The Stone Heart
- 1915 : The Slavey Student
- 1915 : Children of Eve
- 1916 : The Flower of No Man's Land (en)
- 1916 : The Light of Happiness (en)
- 1916 : The Gates of Eden (en)
- 1917 : A Wife by Proxy
- 1917 : Rosie O'Grady
- 1917 : The Mortal Sin
- 1917 : God's Law and Man's (en)
- 1917 : The Girl Without a Soul
- 1918 : Rêve brisé
- 1918 : Riders of the Night (en)
- 1918 : Opportunity
- 1918 : Flower of the Dusk (en)
- 1919 : The Gold Cure
- 1919 : Satan Junior (en)

### Acteur
- 1914 : The Man Who Disappeared de Charles Brabin
- 1914 : By the Aid of a Film de Charles Brabin